# ルベン・バイナグル
ルベン・ゴンサロ・ダ・シルヴァ・ナシメント・ヴィナグレ（Rúben Gonçalo da Silva Nascimento Vinagre，1999年4月9日 - ）は、ポルトガル・アルマダ市シャルネカ・デ・カパリカ出身のサッカー選手。レギア・ワルシャワ所属。ポジションはDF（左サイドバック）。

## クラブ歴
2017年6月にASモナコと2022年まで契約を結ぶとともに、ウルヴァーハンプトン・ワンダラーズFCに期限付き移籍。
2018年6月30日、ウルヴスに5年契約で完全移籍した。
2020年10月5日、オリンピアコスFCに期限付き移籍。契約には完全移籍するオプションが含まれている。しかし公式戦合計4試合の出場に止まり、2021年1月にレンタルを打ち切る。同月6日には、FCファマリカンへシーズン終了までのローンという形で母国へ復帰した。
2021年7月9日、スポルティングCPに買取オプション付きのレンタル移籍。
2022年7月1日、スポルティングCPが買取オプションを行使し、完全移籍することが発表された。
2022年7月27日、エヴァートンFCにレンタル移籍。
2023年7月20日、2023-24シーズンはハル・シティAFCへレンタル移籍することが決定した。
2024年1月、エラス・ヴェローナFCにレンタル移籍。
2024年7月、レギア・ワルシャワにレンタル移籍。2025年2月6日に完全移籍となった。

## 個人成績
2021年3月15日現在
| クラブ                             | シーズン | リーグ                   | リーグ | リーグ | カップ | カップ | リーグカップ | リーグカップ | 国際大会 | 国際大会 | 合計 | 合計 |
| クラブ                             | シーズン | リーグ                   | 出場   | 得点   | 出場   | 得点   | 出場         | 得点         | 出場     | 得点     | 出場 | 得点 |
| ---------------------------------- | -------- | ------------------------ | ------ | ------ | ------ | ------ | ------------ | ------------ | -------- | -------- | ---- | ---- |
| ウルヴァーハンプトン・ワンダラーズ | 2017-18  | チャンピオンシップ       | 9      | 1      | 1      | 0      | 3            | 0            | —        | —        | 13   | 1    |
| ウルヴァーハンプトン・ワンダラーズ | 2018-19  | プレミアリーグ           | 17     | 0      | 2      | 0      | 2            | 0            | —        | —        | 21   | 0    |
| ウルヴァーハンプトン・ワンダラーズ | 2019-20  | プレミアリーグ           | 15     | 0      | 2      | 0      | 2            | 0            | 13       | 2        | 32   | 2    |
| ウルヴァーハンプトン・ワンダラーズ | 2020-21  | プレミアリーグ           | 2      | 0      | 0      | 0      | 1            | 0            | —        | —        | 3    | 0    |
| ウルヴァーハンプトン・ワンダラーズ | 合計     | 合計                     | 43     | 1      | 5      | 0      | 8            | 0            | 13       | 2        | 69   | 3    |
| オリンピアコス (loan)              | 2020-21  | ギリシャ・スーパーリーグ | 2      | 0      | 0      | 0      | —            | —            | 2        | 0        | 4    | 0    |
| ファマリカン (loan)                | 2020-21  | プリメイラ・リーガ       | 20     | 0      | 0      | 0      | —            | —            | —        | —        | 20   | 0    |
| 通算                               | 通算     | 通算                     | 65     | 1      | 5      | 0      | 8            | 0            | 15       | 2        | 93   | 3    |

## タイトル
ポルトガル U-17
- UEFA U-17欧州選手権 : 2016

ポルトガル U-19
- UEFA U-19欧州選手権 : 2018